# Coptocephala linnaeana
Coptocephala linnaeana is een keversoort uit de familie bladkevers (Chrysomelidae). De wetenschappelijke naam van de soort werd in 2000 gepubliceerd door Petitpierre & Alonso-Zarazaga.